# Psychotropine
La psychotropine (ou Panaceum, pseudo marque déposée) est un produit-miracle fictif ayant fait l'objet d'un poisson d'avril à répétition en 1984, 1993 et 2003 dans la revue médicale française Prescrire. Prétendument issu du « Haut-Tibet », il était censé être la panacée contre toute affection psychologique ou psychiatrique résistant aux thérapeutiques usuelles.

## Le poisson d'avril
Ce canular répétitif paraît dans la revue Prescrire, en avril 1984, en avril 1993 et dans le numéro du 1er avril 2003, en guise de poisson d'avril destiné à encourager l'esprit critique des lecteurs de la revue. 
Le point de départ, au printemps 1984, est le désir de la Rédaction de la revue d'apporter une touche d'humour à une publication plutôt austère en inventant une farce pour le numéro du 1er avril, mais aussi de vérifier si le sens critique de ses lecteurs est aussi développé qu'il devrait l'être. Un des rédacteurs a l'idée de « passer au banc d'essai la mise sur le marché du Panaceum dont le principe actif est la psychotropine, elle-même extraite d'une plante du haut Tibet, le Panaceus miraculosus Lin, utilisé pour combattre l'insomnie chez les lamas et leurs ouailles ».
Dans un livre paru en janvier 2001, Les Deux pieds, les deux mains dans le médicament, l'auteur du canular, Pierre Simon, rappelle que le produit était présenté comme « traitement des affections psychologiques et psychiatriques résistant aux thérapeutiques usuelles », à peu près dépourvu d'effets secondaires [...] et « traitant en une prise unique tous les troubles psychiatriques » : « Tous les résultats sont concordants, une seule prise de 5 mg assure la guérison de la grande majorité des malades. L’énorme intérêt, pour nous autres prescripteurs, est qu’il ne sert à rien de faire un diagnostic précis. Dès que nous soupçonnons un trouble, majeur ou mineur, peu importe ce que cela recouvre, la prescription est la même ». 
Le Panaceum était censé avoir été testé chez tous les animaux de laboratoire, rats, souris, chats, chiens et autres primates et être parfaitement toléré par tous.
Malgré l'énormité de ces affirmations, des médecins prescrivirent le produit, ce qui entraîna des problèmes pour les pharmaciens, car le produit évidemment n'était pas disponible dans les officines. Beaucoup de lecteurs téléphonèrent à la revue pour lui demander un complément d'informations,. Jugé d'un goût douteux, le canular suscita l'ire de l'Ordre national des pharmaciens.